# D.A.D. Draws a Circle
D.A.D. Draws A Circle, musikalbum av D-A-D som kom ut den 16 juni 1987. D-A-Ds andra album. Återutgåvan av detta album innehåller två extra låtar "Up Up Over The Mountain" och "Top Sad Sad X-mas".

## Låtlista
1. Isn't That Wild
2. A Horse With No Name (Text & Musik av Dewey Bunnell 1971)
3. Mighty Highty High
4. I Won't Cut My Hair
5. Black Crickets
6. There's A Ship
7. Gods Favorite
8. 10 Knots
9. Ride My Train
10. I'd Rather Live Than Die